# Margaret Mac Neil
Margaret Mac Neil (n. 26 februarie 2000, Jiujiang⁠(d), Republica Populară Chineză) este o înotătoare canadiană, medaliată olimpică. A participat la o ediție a Jocurilor Olimpice (2020) în care a câștigat o medalie de aur și o medalie de argint.